# Rosalía (Sängerin)/Auszeichnungen für Musikverkäufe

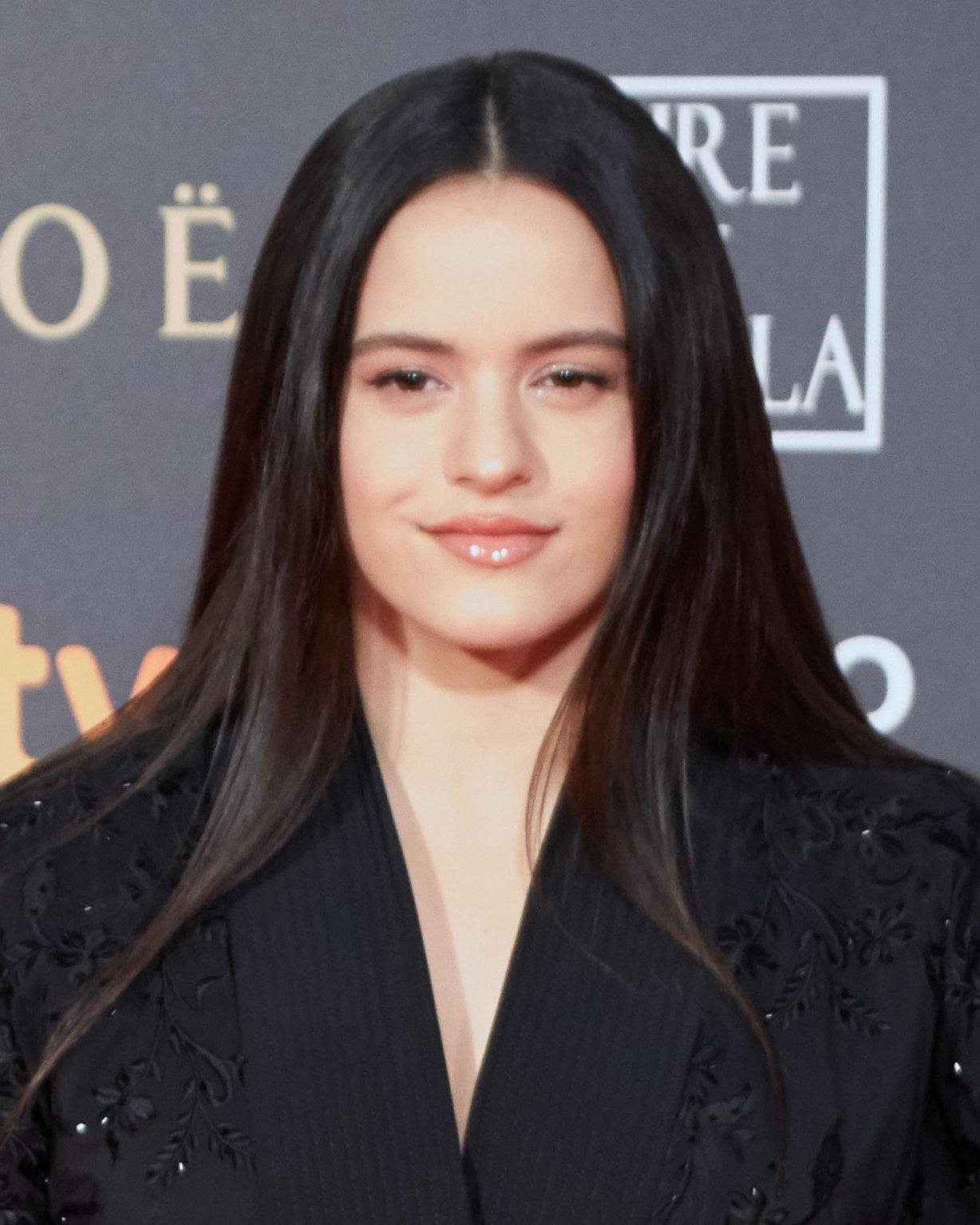
Rosalía (2019)

Dies ist eine Übersicht über die Auszeichnungen für Musikverkäufe der spanischen Flamenco- und Popsängerin Rosalía. Die Auszeichnungen finden sich nach ihrer Art (Gold, Platin usw.), nach Staaten getrennt in chronologischer Reihenfolge, geordnet sowie nach den Tonträgern selbst, ebenfalls in chronologischer Reihenfolge, getrennt nach Medium (Alben, Singles usw.), wieder.

## Auszeichnungen
| - Vereinigtes Königreich - 2025: für die Single TKN - Australien - 2022: für die Single TKN - Belgien - 2023: für das Lied Beso - Brasilien - 2022: für die Single Pienso en tu mirá - 2022: für die Single La fama - 2023: für die Single Chicken Teriyaki - 2023: für das Album Motomami+ - 2023: für die Single LLYLM - 2024: für das Lied Brillo - Chile - 2022: für die Single La fama - Frankreich - 2020: für die Single Con altura - 2020: für die Single TKN - 2022: für die Single Yo × ti, tú × mí - 2023: für die Single LLYLM - 2023: für die Single Malamente - Griechenland - 2023: für die Single La fama - Italien - 2019: für die Single Con altura - 2021: für die Single La noche de anoche - 2023: für die Single LLYLM - Kanada - 2020: für die Single Con altura - 2023: für die Single La fama - 2023: für die Single Despechá - Kolumbien - 2019: für die Single Con altura - Mexiko - 2020: für die Single Pienso en tu mirá - 2022: für die Single Linda - 2022: für die Single Saoko - 2023: für die Single Di mi nombre - 2023: für die Single Chicken Teriyaki - 2024: für das Lied Candy - 2025: für die Single El pañuelo - 2025: für die Single New Woman - Polen - 2021: für die Single TKN - 2021: für die Single Con altura - 2024: für die Single Despechá - 2024: für die Single La fama - 2024: für das Album Motomami - Portugal - 2019: für die Single Con altura - 2020: für die Single Yo × ti, tú × mí - Schweiz - 2019: für die Single Con altura - 2020: für die Single TKN - 2023: für das Lied Beso - Spanien - 2019: für das Album Los ángeles - 2023: für das Lied Vampiros - 2024: für die Single A palé - 2024: für die Single Aunque es de noche - 2024: für die Single Barefoot in the Park - 2024: für die Single Catalina - 2024: für die Single De aquí no sales - 2024: für die Single Hentai - 2024: für die Single Highest in the Room (Remix) - 2024: für die Single Juro qué - 2024: für die Single Lo vas a olvidar - 2024: für das Lied A ningún hombre - 2024: für das Lied Bulerías - 2024: für das Lied Diablo - 2024: für das Lied Dio$ nos libre del dinero - 2024: für das Lied G3 N15 - 2024: für das Lied Motomami - 2024: für das Lied Que no salga la luna - 2024: für das Lied Promesa - 2024: für die Single New Woman - 2025: für die Single Omega - Vereinigte Staaten - 2020: für die Single TKN - 2022: für die Single Besos Moja2 (Latin) - 2024: für die Single Malamente - 2024: für das Lied Motomami | - Brasilien - 2022: für die Single Malamente - 2023: für das Album Motomami - 2023: für die Single Saoko - 2023: für das Lied Bizcochito - 2023: für die Single Highest in the Room (Remix) - 2023: für das Lied Beso - 2025: für die Single New Woman - Chile - 2023: für die Single Despechá - Frankreich - 2023: für das Album Motomami - Italien - 2020: für die Single TKN - 2023: für die Single La fama - 2024: für das Album Motomami - 2024: für die Single Yo × ti, tú × mí - Kanada - 2021: für die Single TKN - Mexiko - 2023: für die Single La fama - 2023: für die Single Highest in the Room (Remix) - 2024: für die Single Bagdad - 2024: für die Single Despechá - Portugal - 2022: für die Single La fama - 2022: für die Single La noche de anoche - Schweiz - 2020: für die Single Yo × ti, tú × mí - 2022: für die Single La fama - Spanien - 2019: für die Single Aute cuture - 2023: für die Single Tuya - 2024: für die Single Bagdad - 2024: für die Single Chicken Teriyaki - 2024: für die Single Dolerme - 2024: für die Single Linda - 2024: für das Lied La combi versace - 2024: für das Lied Como un G - Vereinigte Staaten - 2019: für die Single Malamente (Latin) - 2020: für die Autorenbeteiligung Goteo (Latin) - 2022: für die Single Yo × ti, tú × mí - 2023: für die Single Despechá - 2024: für das Lied Beso - 2024: für die Single La fama - Mexiko - 2022: für die Single Malamente - 2024: für die Single Yo × ti, tú × mí - 2024: für das Album Motomami - 2025: für das Lied Bizcochito | - Italien - 2023: für die Single Despechá - 2024: für das Lied Beso - Mexiko - 2022: für die Single TKN - Portugal - 2021: für die Single TKN - Schweiz - 2023: für die Single Despechá - Spanien - 2019: für das Lied Milionària - 2024: für die Single Di mi nombre - 2024: für die Single El pañuelo - 2024: für die Single TKN - 2024: für das Lied Brillo - 2024: für das Lied Candy - 2024: für das Lied Bizcochito - 2025: für die Single Saoko - Vereinigte Staaten - 2022: für die Single Con altura - 2022: für die Single Linda (Latin) - Mexiko - 2024: für die Single Besos Moja2 - 2025: für die Single Con altura - Brasilien - 2023: für die Single TKN - Mexiko - 2024: für das Lied Beso - Portugal - 2024: für das Lied Beso - Spanien - 2020: für das Album El mal querer - 2021: für die Single Relación (Remix) - 2023: für das Album Motomami - 2024: für die Single Pienso en tu mirá - 2024: für die Single LLYLM - Vereinigte Staaten - 2023: für die Single El pañuelo (Latin) - Spanien - 2024: für die Single Besos Moja2 - Portugal - 2024: für die Single Despechá - Spanien - 2019: für die Single Malamente - 2020: für die Single Con altura - 2020: für die Single Yo × ti, tú × mí - 2021: für die Single La noche de anoche - Spanien - 2025: für die Single La fama - Spanien - 2025: für die Single Antes de morirme - Spanien - 2025: für das Lied Beso - Spanien - 2025: für die Single Despechá - Brasilien - 2022: für die Single Con altura - 2023: für die Single Despechá - Frankreich - 2022: für die Single La fama - 2023: für die Single Despechá - 2024: für das Lied Beso - Mexiko - 2024: für die Single Yo × ti, tú × mí - 2024: für die Single Despechá - Mexiko - 2025: für die Single Con altura |

## Auszeichnungen nach Alben

### Los ángeles
| Land/Region          | Auszeichnungen für Musikverkäufe (Land/Region, Auszeichnung, Verkäufe) | Verkäufe |
| -------------------- | ---------------------------------------------------------------------- | -------- |
| Spanien (Promusicae) | Gold                                                                   | 20.000   |
| Insgesamt            | 1× Gold ·                                                              | 20.000   |

### El mal querer
| Land/Region          | Auszeichnungen für Musikverkäufe (Land/Region, Auszeichnung, Verkäufe) | Verkäufe |
| -------------------- | ---------------------------------------------------------------------- | -------- |
| Spanien (Promusicae) | 3× Platin                                                              | 120.000  |
| Insgesamt            | 3× Platin ·                                                            | 120.000  |

### Motomami
| Land/Region               | Auszeichnungen für Musikverkäufe (Land/Region, Auszeichnung, Verkäufe) | Verkäufe  |
| ------------------------- | ---------------------------------------------------------------------- | --------- |
| Brasilien (PMB)           | Platin · + Gold (Motomami+)                                            | 60.000    |
| Frankreich (SNEP)         | Platin                                                                 | 100.000   |
| Italien (FIMI)            | Platin                                                                 | 50.000    |
| Mexiko (AMPROFON)         | 3× Gold                                                                | 210.000   |
| Polen (ZPAV)              | Gold                                                                   | 10.000    |
| Spanien (Promusicae)      | 3× Platin                                                              | 120.000   |
| Vereinigte Staaten (RIAA) | Gold                                                                   | 500.000   |
| Insgesamt                 | 4× Gold · 7× Platin ·                                                  | 1.050.000 |

## Auszeichnungen nach Singles

### Antes de morirme
| Land/Region          | Auszeichnungen für Musikverkäufe (Land/Region, Auszeichnung, Verkäufe) | Verkäufe |
| -------------------- | ---------------------------------------------------------------------- | -------- |
| Spanien (Promusicae) | 7× Platin                                                              | 420.000  |
| Insgesamt            | 7× Platin ·                                                            | 420.000  |

### Catalina
| Land/Region          | Auszeichnungen für Musikverkäufe (Land/Region, Auszeichnung, Verkäufe) | Verkäufe |
| -------------------- | ---------------------------------------------------------------------- | -------- |
| Spanien (Promusicae) | Gold                                                                   | 30.000   |
| Insgesamt            | 1× Gold ·                                                              | 30.000   |

### Aunque es de noche
| Land/Region          | Auszeichnungen für Musikverkäufe (Land/Region, Auszeichnung, Verkäufe) | Verkäufe |
| -------------------- | ---------------------------------------------------------------------- | -------- |
| Spanien (Promusicae) | Gold                                                                   | 30.000   |
| Insgesamt            | 1× Gold ·                                                              | 30.000   |

### Malamente
| Land/Region               | Auszeichnungen für Musikverkäufe (Land/Region, Auszeichnung, Verkäufe) | Verkäufe |
| ------------------------- | ---------------------------------------------------------------------- | -------- |
| Brasilien (PMB)           | Platin                                                                 | 40.000   |
| Frankreich (SNEP)         | Gold                                                                   | 100.000  |
| Mexiko (AMPROFON)         | 3× Gold                                                                | 90.000   |
| Spanien (Promusicae)      | 5× Platin                                                              | 200.000  |
| Vereinigte Staaten (RIAA) | Gold                                                                   | 500.000  |
| Vereinigte Staaten (RIAA) | Platin (Latin)                                                         | (60.000) |
| Insgesamt                 | 3× Gold · 8× Platin ·                                                  | 930.000  |

### Pienso en tu mirá
| Land/Region          | Auszeichnungen für Musikverkäufe (Land/Region, Auszeichnung, Verkäufe) | Verkäufe |
| -------------------- | ---------------------------------------------------------------------- | -------- |
| Brasilien (PMB)      | Gold                                                                   | 20.000   |
| Mexiko (AMPROFON)    | Gold                                                                   | 30.000   |
| Spanien (Promusicae) | 3× Platin                                                              | 180.000  |
| Insgesamt            | 2× Gold · 3× Platin ·                                                  | 230.000  |

### Di mi nombre
| Land/Region          | Auszeichnungen für Musikverkäufe (Land/Region, Auszeichnung, Verkäufe) | Verkäufe |
| -------------------- | ---------------------------------------------------------------------- | -------- |
| Mexiko (AMPROFON)    | Gold                                                                   | 30.000   |
| Spanien (Promusicae) | 2× Platin                                                              | 120.000  |
| Insgesamt            | 1× Gold · 2× Platin ·                                                  | 150.000  |

### Bagdad
| Land/Region          | Auszeichnungen für Musikverkäufe (Land/Region, Auszeichnung, Verkäufe) | Verkäufe |
| -------------------- | ---------------------------------------------------------------------- | -------- |
| Mexiko (AMPROFON)    | Platin                                                                 | 60.000   |
| Spanien (Promusicae) | Platin                                                                 | 60.000   |
| Insgesamt            | 2× Platin ·                                                            | 120.000  |

### De aquí no sales
| Land/Region          | Auszeichnungen für Musikverkäufe (Land/Region, Auszeichnung, Verkäufe) | Verkäufe |
| -------------------- | ---------------------------------------------------------------------- | -------- |
| Spanien (Promusicae) | Gold                                                                   | 30.000   |
| Insgesamt            | 1× Gold ·                                                              | 30.000   |

### Barefoot in the Park
| Land/Region          | Auszeichnungen für Musikverkäufe (Land/Region, Auszeichnung, Verkäufe) | Verkäufe |
| -------------------- | ---------------------------------------------------------------------- | -------- |
| Spanien (Promusicae) | Gold                                                                   | 30.000   |
| Insgesamt            | 1× Gold ·                                                              | 30.000   |

### Con altura
| Land/Region               | Auszeichnungen für Musikverkäufe (Land/Region, Auszeichnung, Verkäufe) | Verkäufe  |
| ------------------------- | ---------------------------------------------------------------------- | --------- |
| Brasilien (PMB)           | Diamant                                                                | 160.000   |
| Frankreich (SNEP)         | Gold                                                                   | 100.000   |
| Italien (FIMI)            | Gold                                                                   | 25.000    |
| Kanada (MC)               | Gold                                                                   | 40.000    |
| Kolumbien (ASINCOL)       | Gold                                                                   | 5.000     |
| Mexiko (AMPROFON)         | 2× Diamant · + 5× Gold                                                 | 750.000   |
| Polen (ZPAV)              | Gold                                                                   | 10.000    |
| Portugal (AFP)            | Gold                                                                   | 5.000     |
| Schweiz (IFPI)            | Gold                                                                   | 10.000    |
| Spanien (Promusicae)      | 5× Platin                                                              | 200.000   |
| Vereinigte Staaten (RIAA) | 2× Platin                                                              | 2.000.000 |
| Insgesamt                 | 8× Gold · 9× Platin · 3× Diamant ·                                     | 3.305.000 |

### Aute cuture
| Land/Region          | Auszeichnungen für Musikverkäufe (Land/Region, Auszeichnung, Verkäufe) | Verkäufe |
| -------------------- | ---------------------------------------------------------------------- | -------- |
| Spanien (Promusicae) | Platin                                                                 | 40.000   |
| Insgesamt            | 1× Platin ·                                                            | 40.000   |

### Yo × ti, tú × mí
| Land/Region               | Auszeichnungen für Musikverkäufe (Land/Region, Auszeichnung, Verkäufe) | Verkäufe  |
| ------------------------- | ---------------------------------------------------------------------- | --------- |
| Frankreich (SNEP)         | Gold                                                                   | 100.000   |
| Italien (FIMI)            | Platin                                                                 | 100.000   |
| Mexiko (AMPROFON)         | Diamant · + 3× Gold                                                    | 390.000   |
| Portugal (AFP)            | Gold                                                                   | 5.000     |
| Schweiz (IFPI)            | Platin                                                                 | 20.000    |
| Spanien (Promusicae)      | 5× Platin                                                              | 200.000   |
| Vereinigte Staaten (RIAA) | Platin                                                                 | 1.000.000 |
| Insgesamt                 | 3× Gold · 9× Platin · 1× Diamant ·                                     | 1.815.000 |

### A palé
| Land/Region          | Auszeichnungen für Musikverkäufe (Land/Region, Auszeichnung, Verkäufe) | Verkäufe |
| -------------------- | ---------------------------------------------------------------------- | -------- |
| Spanien (Promusicae) | Gold                                                                   | 30.000   |
| Insgesamt            | 1× Gold ·                                                              | 30.000   |

### Juro qué
| Land/Region          | Auszeichnungen für Musikverkäufe (Land/Region, Auszeichnung, Verkäufe) | Verkäufe |
| -------------------- | ---------------------------------------------------------------------- | -------- |
| Spanien (Promusicae) | Gold                                                                   | 30.000   |
| Insgesamt            | 1× Gold ·                                                              | 30.000   |

### Dolerme
| Land/Region               | Auszeichnungen für Musikverkäufe (Land/Region, Auszeichnung, Verkäufe) | Verkäufe |
| ------------------------- | ---------------------------------------------------------------------- | -------- |
| Vereinigte Staaten (RIAA) | Platin                                                                 | 60.000   |
| Insgesamt                 | 1× Platin ·                                                            | 60.000   |

### TKN
| Land/Region                  | Auszeichnungen für Musikverkäufe (Land/Region, Auszeichnung, Verkäufe) | Verkäufe  |
| ---------------------------- | ---------------------------------------------------------------------- | --------- |
| Australien (ARIA)            | Gold                                                                   | 35.000    |
| Brasilien (PMB)              | 3× Platin                                                              | 120.000   |
| Frankreich (SNEP)            | Gold                                                                   | 100.000   |
| Italien (FIMI)               | Platin                                                                 | 70.000    |
| Kanada (MC)                  | Platin                                                                 | 80.000    |
| Mexiko (AMPROFON)            | 2× Platin                                                              | 120.000   |
| Polen (ZPAV)                 | Gold                                                                   | 25.000    |
| Portugal (AFP)               | 2× Platin                                                              | 20.000    |
| Schweiz (IFPI)               | Gold                                                                   | 10.000    |
| Spanien (Promusicae)         | 2× Platin                                                              | 120.000   |
| Vereinigte Staaten (RIAA)    | Gold                                                                   | 500.000   |
| Vereinigtes Königreich (BPI) | Silber                                                                 | 200.000   |
| Insgesamt                    | 1× Silber · 5× Gold · 11× Platin ·                                     | 1.400.000 |

### Relación (Remix)
| Land/Region          | Auszeichnungen für Musikverkäufe (Land/Region, Auszeichnung, Verkäufe) | Verkäufe |
| -------------------- | ---------------------------------------------------------------------- | -------- |
| Spanien (Promusicae) | 3× Platin                                                              | 120.000  |
| Insgesamt            | 3× Platin ·                                                            | 120.000  |

### Lo vas a olvidar
| Land/Region          | Auszeichnungen für Musikverkäufe (Land/Region, Auszeichnung, Verkäufe) | Verkäufe |
| -------------------- | ---------------------------------------------------------------------- | -------- |
| Spanien (Promusicae) | Gold                                                                   | 30.000   |
| Insgesamt            | 1× Gold ·                                                              | 30.000   |

### Linda
| Land/Region               | Auszeichnungen für Musikverkäufe (Land/Region, Auszeichnung, Verkäufe) | Verkäufe |
| ------------------------- | ---------------------------------------------------------------------- | -------- |
| Mexiko (AMPROFON)         | Gold                                                                   | 70.000   |
| Spanien (Promusicae)      | Platin                                                                 | 60.000   |
| Vereinigte Staaten (RIAA) | 2× Platin                                                              | 120.000  |
| Insgesamt                 | 1× Gold · 3× Platin ·                                                  | 250.000  |

### La fama
| Land/Region               | Auszeichnungen für Musikverkäufe (Land/Region, Auszeichnung, Verkäufe) | Verkäufe  |
| ------------------------- | ---------------------------------------------------------------------- | --------- |
| Brasilien (PMB)           | Gold                                                                   | 20.000    |
| Chile (IFPI)              | Gold                                                                   | 90.000    |
| Frankreich (SNEP)         | Diamant                                                                | 333.333   |
| Griechenland (IFPI)       | Gold                                                                   | 10.000    |
| Italien (FIMI)            | Platin                                                                 | 100.000   |
| Kanada (MC)               | Gold                                                                   | 40.000    |
| Mexiko (AMPROFON)         | Platin                                                                 | 140.000   |
| Polen (ZPAV)              | Gold                                                                   | 25.000    |
| Portugal (AFP)            | Platin                                                                 | 10.000    |
| Schweiz (IFPI)            | Platin                                                                 | 20.000    |
| Spanien (Promusicae)      | 6× Platin                                                              | 360.000   |
| Vereinigte Staaten (RIAA) | Platin                                                                 | 1.000.000 |
| Insgesamt                 | 5× Gold · 11× Platin · 1× Diamant ·                                    | 2.148.333 |

### Saoko
| Land/Region          | Auszeichnungen für Musikverkäufe (Land/Region, Auszeichnung, Verkäufe) | Verkäufe |
| -------------------- | ---------------------------------------------------------------------- | -------- |
| Brasilien (PMB)      | Platin                                                                 | 40.000   |
| Mexiko (AMPROFON)    | Gold                                                                   | 70.000   |
| Spanien (Promusicae) | 2× Platin                                                              | 120.000  |
| Insgesamt            | 1× Gold · 3× Platin ·                                                  | 230.000  |

### Chicken Teriyaki
| Land/Region          | Auszeichnungen für Musikverkäufe (Land/Region, Auszeichnung, Verkäufe) | Verkäufe |
| -------------------- | ---------------------------------------------------------------------- | -------- |
| Brasilien (PMB)      | Gold                                                                   | 20.000   |
| Mexiko (AMPROFON)    | Gold                                                                   | 70.000   |
| Spanien (Promusicae) | Platin                                                                 | 60.000   |
| Insgesamt            | 2× Gold · 1× Platin ·                                                  | 150.000  |

### Hentai
| Land/Region          | Auszeichnungen für Musikverkäufe (Land/Region, Auszeichnung, Verkäufe) | Verkäufe |
| -------------------- | ---------------------------------------------------------------------- | -------- |
| Spanien (Promusicae) | Gold                                                                   | 30.000   |
| Insgesamt            | 1× Gold ·                                                              | 30.000   |

### Despechá
| Land/Region               | Auszeichnungen für Musikverkäufe (Land/Region, Auszeichnung, Verkäufe) | Verkäufe  |
| ------------------------- | ---------------------------------------------------------------------- | --------- |
| Brasilien (PMB)           | Diamant                                                                | 160.000   |
| Chile (IFPI)              | Platin                                                                 | 200.000   |
| Frankreich (SNEP)         | Diamant                                                                | 333.333   |
| Italien (FIMI)            | 2× Platin                                                              | 200.000   |
| Kanada (MC)               | Gold                                                                   | 40.000    |
| Mexiko (AMPROFON)         | Diamant · + Platin                                                     | 840.000   |
| Polen (ZPAV)              | Gold                                                                   | 25.000    |
| Portugal (AFP)            | 5× Platin                                                              | 50.000    |
| Schweiz (IFPI)            | 2× Platin                                                              | 40.000    |
| Spanien (Promusicae)      | 13× Platin                                                             | 780.000   |
| Vereinigte Staaten (RIAA) | Platin                                                                 | 1.000.000 |
| Insgesamt                 | 2× Gold · 25× Platin · 3× Diamant ·                                    | 3.688.333 |

### El pañuelo
| Land/Region               | Auszeichnungen für Musikverkäufe (Land/Region, Auszeichnung, Verkäufe) | Verkäufe |
| ------------------------- | ---------------------------------------------------------------------- | -------- |
| Mexiko (AMPROFON)         | Gold                                                                   | 70.000   |
| Spanien (Promusicae)      | 2× Platin                                                              | 120.000  |
| Vereinigte Staaten (RIAA) | 3× Platin                                                              | 180.000  |
| Insgesamt                 | 1× Gold · 5× Platin ·                                                  | 370.000  |

### Besos Moja2
| Land/Region               | Auszeichnungen für Musikverkäufe (Land/Region, Auszeichnung, Verkäufe) | Verkäufe |
| ------------------------- | ---------------------------------------------------------------------- | -------- |
| Mexiko (AMPROFON)         | 5× Gold                                                                | 350.000  |
| Spanien (Promusicae)      | 4× Platin                                                              | 240.000  |
| Vereinigte Staaten (RIAA) | Gold                                                                   | 30.000   |
| Insgesamt                 | 2× Gold · 6× Platin ·                                                  | 620.000  |

### LLYLM
| Land/Region          | Auszeichnungen für Musikverkäufe (Land/Region, Auszeichnung, Verkäufe) | Verkäufe |
| -------------------- | ---------------------------------------------------------------------- | -------- |
| Brasilien (PMB)      | Gold                                                                   | 20.000   |
| Frankreich (SNEP)    | Gold                                                                   | 100.000  |
| Italien (FIMI)       | Gold                                                                   | 50.000   |
| Spanien (Promusicae) | 3× Platin                                                              | 180.000  |
| Insgesamt            | 3× Gold · 3× Platin ·                                                  | 350.000  |

### Tuya
| Land/Region          | Auszeichnungen für Musikverkäufe (Land/Region, Auszeichnung, Verkäufe) | Verkäufe |
| -------------------- | ---------------------------------------------------------------------- | -------- |
| Spanien (Promusicae) | Platin                                                                 | 60.000   |
| Insgesamt            | 1× Platin ·                                                            | 60.000   |

### New Woman
| Land/Region          | Auszeichnungen für Musikverkäufe (Land/Region, Auszeichnung, Verkäufe) | Verkäufe |
| -------------------- | ---------------------------------------------------------------------- | -------- |
| Brasilien (PMB)      | Platin                                                                 | 40.000   |
| Mexiko (AMPROFON)    | Gold                                                                   | 70.000   |
| Spanien (Promusicae) | Gold                                                                   | 30.000   |
| Insgesamt            | 2× Gold · 1× Platin ·                                                  | 140.000  |

### Omega
| Land/Region          | Auszeichnungen für Musikverkäufe (Land/Region, Auszeichnung, Verkäufe) | Verkäufe |
| -------------------- | ---------------------------------------------------------------------- | -------- |
| Spanien (Promusicae) | Gold                                                                   | 30.000   |
| Insgesamt            | 1× Gold ·                                                              | 30.000   |

## Auszeichnungen nach Liedern

### Brillo
| Land/Region          | Auszeichnungen für Musikverkäufe (Land/Region, Auszeichnung, Verkäufe) | Verkäufe |
| -------------------- | ---------------------------------------------------------------------- | -------- |
| Brasilien (PMB)      | Gold                                                                   | 20.000   |
| Spanien (Promusicae) | 2× Platin                                                              | 120.000  |
| Insgesamt            | 1× Gold · 2× Platin ·                                                  | 140.000  |

### Que no salga la luna
| Land/Region          | Auszeichnungen für Musikverkäufe (Land/Region, Auszeichnung, Verkäufe) | Verkäufe |
| -------------------- | ---------------------------------------------------------------------- | -------- |
| Spanien (Promusicae) | Gold                                                                   | 30.000   |
| Insgesamt            | 1× Gold ·                                                              | 30.000   |

### A ningún hombre
| Land/Region          | Auszeichnungen für Musikverkäufe (Land/Region, Auszeichnung, Verkäufe) | Verkäufe |
| -------------------- | ---------------------------------------------------------------------- | -------- |
| Spanien (Promusicae) | Gold                                                                   | 30.000   |
| Insgesamt            | 1× Gold ·                                                              | 30.000   |

### Highest in the Room (Remix)
| Land/Region          | Auszeichnungen für Musikverkäufe (Land/Region, Auszeichnung, Verkäufe) | Verkäufe |
| -------------------- | ---------------------------------------------------------------------- | -------- |
| Brasilien (PMB)      | Platin                                                                 | 40.000   |
| Mexiko (AMPROFON)    | Platin                                                                 | 60.000   |
| Spanien (Promusicae) | Gold                                                                   | 30.000   |
| Insgesamt            | 1× Gold · 2× Platin ·                                                  | 130.000  |

### Dio$ nos libre del dinero
| Land/Region          | Auszeichnungen für Musikverkäufe (Land/Region, Auszeichnung, Verkäufe) | Verkäufe |
| -------------------- | ---------------------------------------------------------------------- | -------- |
| Spanien (Promusicae) | Gold                                                                   | 30.000   |
| Insgesamt            | 1× Gold ·                                                              | 30.000   |

### Milionària
| Land/Region          | Auszeichnungen für Musikverkäufe (Land/Region, Auszeichnung, Verkäufe) | Verkäufe |
| -------------------- | ---------------------------------------------------------------------- | -------- |
| Spanien (Promusicae) | 2× Platin                                                              | 80.000   |
| Insgesamt            | 2× Platin ·                                                            | 80.000   |

### La noche de anoche
| Land/Region          | Auszeichnungen für Musikverkäufe (Land/Region, Auszeichnung, Verkäufe) | Verkäufe |
| -------------------- | ---------------------------------------------------------------------- | -------- |
| Italien (FIMI)       | Gold                                                                   | 35.000   |
| Portugal (AFP)       | Platin                                                                 | 10.000   |
| Spanien (Promusicae) | 5× Platin                                                              | 200.000  |
| Insgesamt            | 1× Gold · 6× Platin ·                                                  | 245.000  |

### Candy
| Land/Region          | Auszeichnungen für Musikverkäufe (Land/Region, Auszeichnung, Verkäufe) | Verkäufe |
| -------------------- | ---------------------------------------------------------------------- | -------- |
| Mexiko (AMPROFON)    | Gold                                                                   | 70.000   |
| Spanien (Promusicae) | 2× Platin                                                              | 120.000  |
| Insgesamt            | 1× Gold · 2× Platin ·                                                  | 190.000  |

### La combi versace
| Land/Region          | Auszeichnungen für Musikverkäufe (Land/Region, Auszeichnung, Verkäufe) | Verkäufe |
| -------------------- | ---------------------------------------------------------------------- | -------- |
| Spanien (Promusicae) | Platin                                                                 | 60.000   |
| Insgesamt            | 1× Platin ·                                                            | 60.000   |

### Bizcochito
| Land/Region          | Auszeichnungen für Musikverkäufe (Land/Region, Auszeichnung, Verkäufe) | Verkäufe |
| -------------------- | ---------------------------------------------------------------------- | -------- |
| Brasilien (PMB)      | Platin                                                                 | 40.000   |
| Mexiko (AMPROFON)    | 3× Gold                                                                | 210.000  |
| Spanien (Promusicae) | 2× Platin                                                              | 120.000  |
| Insgesamt            | 1× Gold · 4× Platin ·                                                  | 370.000  |

### G3 N15
| Land/Region          | Auszeichnungen für Musikverkäufe (Land/Region, Auszeichnung, Verkäufe) | Verkäufe |
| -------------------- | ---------------------------------------------------------------------- | -------- |
| Spanien (Promusicae) | Gold                                                                   | 30.000   |
| Insgesamt            | 1× Gold ·                                                              | 30.000   |

### Bulerías
| Land/Region          | Auszeichnungen für Musikverkäufe (Land/Region, Auszeichnung, Verkäufe) | Verkäufe |
| -------------------- | ---------------------------------------------------------------------- | -------- |
| Spanien (Promusicae) | Gold                                                                   | 30.000   |
| Insgesamt            | 1× Gold ·                                                              | 30.000   |

### Como un G
| Land/Region          | Auszeichnungen für Musikverkäufe (Land/Region, Auszeichnung, Verkäufe) | Verkäufe |
| -------------------- | ---------------------------------------------------------------------- | -------- |
| Spanien (Promusicae) | Platin                                                                 | 60.000   |
| Insgesamt            | 1× Platin ·                                                            | 60.000   |

### Diablo
| Land/Region          | Auszeichnungen für Musikverkäufe (Land/Region, Auszeichnung, Verkäufe) | Verkäufe |
| -------------------- | ---------------------------------------------------------------------- | -------- |
| Spanien (Promusicae) | Gold                                                                   | 30.000   |
| Insgesamt            | 1× Gold ·                                                              | 30.000   |

### Motomami
| Land/Region          | Auszeichnungen für Musikverkäufe (Land/Region, Auszeichnung, Verkäufe) | Verkäufe |
| -------------------- | ---------------------------------------------------------------------- | -------- |
| Spanien (Promusicae) | Gold                                                                   | 30.000   |
| Insgesamt            | 1× Gold ·                                                              | 30.000   |

### Beso
| Land/Region               | Auszeichnungen für Musikverkäufe (Land/Region, Auszeichnung, Verkäufe) | Verkäufe  |
| ------------------------- | ---------------------------------------------------------------------- | --------- |
| Belgien (BRMA)            | Gold                                                                   | 20.000    |
| Brasilien (PMB)           | Platin                                                                 | 40.000    |
| Frankreich (SNEP)         | Diamant                                                                | 333.333   |
| Italien (FIMI)            | 2× Platin                                                              | 200.000   |
| Mexiko (AMPROFON)         | 3× Platin                                                              | 420.000   |
| Portugal (AFP)            | 3× Platin                                                              | 30.000    |
| Schweiz (IFPI)            | Gold                                                                   | 10.000    |
| Spanien (Promusicae)      | 8× Platin                                                              | 480.000   |
| Vereinigte Staaten (RIAA) | Platin                                                                 | 1.000.000 |
| Insgesamt                 | 2× Gold · 18× Platin · 1× Diamant ·                                    | 2.533.333 |

### Vampiros
| Land/Region          | Auszeichnungen für Musikverkäufe (Land/Region, Auszeichnung, Verkäufe) | Verkäufe |
| -------------------- | ---------------------------------------------------------------------- | -------- |
| Spanien (Promusicae) | Gold                                                                   | 30.000   |
| Insgesamt            | 1× Gold ·                                                              | 30.000   |

### Promesa
| Land/Region          | Auszeichnungen für Musikverkäufe (Land/Region, Auszeichnung, Verkäufe) | Verkäufe |
| -------------------- | ---------------------------------------------------------------------- | -------- |
| Spanien (Promusicae) | Gold                                                                   | 30.000   |
| Insgesamt            | 1× Gold ·                                                              | 30.000   |

## Auszeichnungen nach Autorenbeteiligungen

### Goteo
| Land/Region               | Auszeichnungen für Musikverkäufe (Land/Region, Auszeichnung, Verkäufe) | Verkäufe |
| ------------------------- | ---------------------------------------------------------------------- | -------- |
| Vereinigte Staaten (RIAA) | Platin                                                                 | 60.000   |
| Insgesamt                 | 1× Platin ·                                                            | 60.000   |

## Statistik und Quellen
| Land/RegionAuszeichnungen für Musikverkäufe (Land/Region, Auszeichnungen, Verkäufe, Quellen) | Silber  | Gold       | Platin         | Diamant     | Verkäufe  | Quellen                 |
| -------------------------------------------------------------------------------------------- | ------- | ---------- | -------------- | ----------- | --------- | ----------------------- |
| Australien (ARIA)                                                                            | —       | Gold1      | —              | —           | 35.000    | aria.com.au             |
| Belgien (BRMA)                                                                               | —       | Gold1      | —              | —           | 20.000    | ultratop.be             |
| Brasilien (PMB)                                                                              | —       | 6× Gold6   | 10× Platin10   | 2× Diamant2 | 840.000   | pro-musicabr.org.br     |
| Chile (IFPI)                                                                                 | —       | Gold1      | Platin1        | —           | 290.000   | profovi.cl CL2          |
| Frankreich (SNEP)                                                                            | —       | 5× Gold5   | Platin1        | 3× Diamant3 | 1.599.999 | snepmusique.com         |
| Griechenland (IFPI)                                                                          | —       | Gold1      | —              | —           | 10.000    | Einzelnachweise         |
| Italien (FIMI)                                                                               | —       | 3× Gold3   | 8× Platin8     | —           | 830.000   | fimi.it                 |
| Kanada (MC)                                                                                  | —       | 3× Gold3   | Platin1        | —           | 200.000   | musiccanada.com         |
| Kolumbien (ASINCOL)                                                                          | —       | Gold1      | —              | —           | 5.000     | Einzelnachweise         |
| Mexiko (AMPROFON)                                                                            | —       | 14× Gold14 | 17× Platin17   | 4× Diamant4 | 4.120.000 | amprofon.com.mx         |
| Polen (ZPAV)                                                                                 | —       | 5× Gold5   | —              | —           | 95.000    | olis.pl                 |
| Portugal (AFP)                                                                               | —       | 2× Gold2   | 12× Platin12   | —           | 130.000   | Einzelnachweise         |
| Schweiz (IFPI)                                                                               | —       | 3× Gold3   | 4× Platin4     | —           | 110.000   | hitparade.ch            |
| Spanien (Promusicae)                                                                         | —       | 21× Gold21 | 96× Platin96   | —           | 5.740.000 | elportaldemusica.es ES2 |
| Vereinigte Staaten (RIAA)                                                                    | —       | 4× Gold4   | 13× Platin13   | —           | 7.890.000 | riaa.com                |
| Vereinigtes Königreich (BPI)                                                                 | Silber1 | —          | —              | —           | 200.000   | bpi.co.uk               |
| Insgesamt                                                                                    | Silber1 | 71× Gold71 | 163× Platin163 | 9× Diamant9 |           |                         |